# Catoclastus chevrolati
Catoclastus chevrolati är en skalbaggsart som beskrevs av Antoine Joseph Jean Solier 1851. Catoclastus chevrolati ingår i släktet Catoclastus och familjen Rutelidae. Inga underarter finns listade.